# 1540
1540 (MDXL) var ett skottår som började en torsdag i den julianska kalendern.

## Händelser

### Januari
- 4 januari – På ett herremöte i Örebro hyllas prins Erik (XIV) som svensk arvprins av adel och biskopar.
- Januari – På samma herremöte döms de svenska reformatorerna Olaus Petri och Laurentius Andreæ till döden för högförräderi men benådas.

### September
- 27 september – Jesuitorden erkänns av påve Paulus III.[1]

### Okänt datum
- Evangelisk (protestantisk) mässa hålls för första gången i Vadstena kloster.
- Georg Norman gör inspektionsresor i Väster- och Östergötland, för att registrera avvikande präster och beslagta överflödiga kyrkoskatter.
- Slotten i Stockholm, Älvsborg och Kalmar förstärks och byggs ut.

## Födda
- 5 augusti – Joseph Justus Scaliger, fransk filolog.
- 6 november – Cecilia Vasa, svensk prinsessa, dotter till Gustav Vasa och Margareta Eriksdotter (Leijonhufvud).
- Abraham Angermannus, svensk ärkebiskop 1593–1599.
- Pierre Lescot, fransk arkitekt.
- Francis Drake, England engelsk upptäcktsresande, sjömilitär och kapare, och den första som fört befäl över en fullständig världsomsegling.

## Avlidna
- 27 januari – Angela Merici, italienskt helgon.
- 28 juni – Federico II Gonzaga, hertig av Mantua.
- 28 juli – Thomas Cromwell, engelsk statsman (avrättad).
- 22 augusti – Guillaume Budé, fransk humanist.
- Aage Jepsen Sparre, dansk ärkebiskop 1519–1532.

### Fotnoter
1. ↑  Det hände i dag - 27 september